# Фрідріх Лютцов
Фрідріх Лютцов (нім. Friedrich Lützow; 31 серпня 1881 — 1 листопада 1964) — німецький військово-морський діяч, віце-адмірал крігсмаріне. 

## Біографія
10 квітня 1899 року вступив у кайзерліхмаріне. В 1909-10 роках — командир підводного човна SM U-4. В 1910-13 роках займав штабні посади. Учасник Першої світової війни, штурман бронепалубного крейсера «Вікторія Луїза». З жовтня 1914 по травень 1918 року — 1-й офіцер Адмірал-штабу в командуванні підводних човнів, одночасно з березня 1917 по травень 1918 року — командир легкого крейсера «Гамбург». З травня 1918 року — командир 1-ї флотилії підводних човнів.
Після демобілізації армії залишений на флоті. В 1929 році вийшов у відставку, але продовжив працювати у відділі друку Військово-морського командування. До 1931 року викладав на курсах офіцерів Адмірал-штабу. В 1936-39 роках викладав у Турецькій військо-морській академії в Стамбулі.
24 грудня 1939 року призваний на службу і до 1945 року очолював відділ пропаганди крігсмаріне. На цій виконував обов'язки головного представника ОКМ. Щосереди Лютцов вів вечірню радіопрограму «Морська війна і морська могутність», у якій розповідав про останні події морської війни. 8 травня 1945 року взятий в британський полон. В 1947 році звільнений. Працював вчителем латини і орфографії.

## Сім'я
29 квітня 1908 року одружився з Гільдегард Кінцель, сестрою Ебергарда Кінцеля. В шлюбі народились 5 дітей.
- Вернер (24 травня 1909 — 24 листопада 1943) — корветтен-капітан крігсмаріне, командир 4-ї флотилії торпедних катерів. Загинув у бою в гирлі Темзи.
- Елізабет Шарлотта (7 березня 1911 — 29 травня 1988)
- Гюнтер (4 вересня 1912 — 24 квітня 1945) — пілот-ас, оберст люфтваффе. Загинув у бою.
- Гільдегард (17 жовтня 1916 — 24 квітня 2001)
- Йоахім (10 жовтня 1917 — 28 жовтня 2001) — капітан-лейтенант крігсмаріне, командир тральщика М4 5-ї флотилії тральщиків.

## Звання
- Кадет (10 квітня 1899)
- Фенріх-цур-зее (10 квітня 1900)
- Лейтенант-цур-зее (27 вересня 1902)
- Оберлейтенант-цур-зее (1 квітня 1904)
- Капітан-лейтенант (9 серпня 1908)
- Корветтен-капітан (24 квітня 1916)
- Фрегаттен-капітан (1 жовтня 1921)
- Капітан-цур-зее (1 січня 1924)
- Контр-адмірал запасу (1 грудня 1928)
- Контр-адмірал до розпорядження (1 лютого 1941)
- Віце-адмірал до розпорядження (1 лютого 1943)

## Нагороди
- Орден Червоного орла 4-го класу (17 липня 1914)
- Орден Альберта (Саксонія), лицарський хрест 2-го класу
- Залізний хрест
  - 2-го класу (жовтень 1914)
  - 1-го класу (червень 1916)
- Орден «За заслуги» (Баварія) 3-го класу з мечами
- Ганзейський Хрест (Гамбург)
- Військовий Хрест Фрідріха-Августа (Ольденбург) 2-го і 1-го класу
- Хрест «За військові заслуги» (Австро-Угорщина) 3-го класу з військовою відзнакою
- Королівський орден дому Гогенцоллернів, лицарський хрест з мечами (1 грудня 1917)
- Хрест «За вислугу років» (Пруссія) (1924)
- Медаль «За хоробрість у Світовій війні 1914—1918» — пам'ятна відзнака Союзу німецьких військово-морських товариств, який очолював Лютцов.
- Почесний хрест ветерана війни з мечами